# Select Sport

Logo

Select Sport A/S ist ein dänischer Sportartikelhersteller mit Sitz in Glostrup vor den Toren Kopenhagens. 

## Geschichte und Hintergrund
Select Sports wurde 1947 vom dänischen Fußballtorhüter Eigil Nielsen, der unter anderem mit der dänischen Nationalmannschaft an den Olympischen Sommerspielen 1948 teilnahm und dabei die Bronzemedaille gewann, gegründet. Dieser war hauptberuflich in der Lederverarbeitungsindustrie tätig und nutzte sein Sportwissen, um insbesondere zunächst Bälle für verschiedene Sportarten herzustellen und zu entwickeln. Bereits ab 1951 war er offizieller Ausstatter der Dansk Boldspil-Union mit dem SELECT-Ball, der als Innovation ohne Lederbänder auf der Außenseite auskam und somit ein komplett runder Fußball war. Dieser Ball war aus vernähten Lederstreifen zusammengesetzt, 1962 entwickelte Nielsen einen Ball, der aus fünf- und sechseckigen Lederstücken zusammengenäht war – eine heute noch weitverbreitete Form, die von Adidas für den Telstar Durlast aufgegriffen wurde und mit der Weltmeisterschaft 1970 anschließend auch Einzug in den internationalen Turnierfußball fand. In den folgenden Jahren wurde das Sortiment auf Bekleidung und weiteres Equipment erweitert, 1968 wurde das Ballgeschäft in die eigenständige Tochterfirma Derbystar ausgegliedert.
Select ist bei verschiedenen National- sowie Ligaverbänden als Ausstatter im Handball- sowie Fußballbereich tätig. Dies betrifft insbesondere die Sportgeräte, aber auch teilweise die Trikots.